# Retschwil
Retschwil est une localité et une ancienne commune suisse du canton de Lucerne, située dans l'arrondissement électoral de Hochdorf. 
Comme Gelfingen, Hämikon, Mosen, Müswangen et Sulz, elle a fusionné avec la commune de Hitzkirch le 1er janvier 2009.